# FM徳島ニュース
『FM徳島ニュース』（エフエムとくしまニュース）は、エフエム徳島で放送されているニュース番組（スポットニュース）である。

## 概要
- 前半は全国ニュース、後半はローカルニュースを伝えている。かつては、全ての自社制作ニュースが読売新聞（全国ニュース）と徳島新聞（ローカルニュース）の組み合わせだったが、2021年4月現在は全国ニュース・ローカルニュースのいずれも徳島新聞であることが多い。
- 2010年春の改編で、自社制作によるニュースの放送が平日の朝・昼・夕方だけになり、平日の夜と土曜・日曜はJFNニュースに統一された。このうち、ワイド番組以外の単独枠としての放送は11:55の1枠のみとなった。
- その後、2021年春の改編で12時台に自社制作の昼ワイド『Station ✕ Station』のスタートに合わせて、同番組内の「ニュースヘッドライン」に自社制作のニュース枠を移設した。これまで自社制作のニュースが放送されていた11:55はJFNニュースとなり、単独番組としての自社制作ニュース枠は消滅することとなった。
- 2022年春の改編で平日11:55のスポットニュースを再開した。

## 放送時間
☆：全国ニュース・ローカルニュースとも徳島新聞（昼のニュースはローカルニュースのみ）
★：全国ニュースが読売新聞、ローカルニュースが徳島新聞
【平日】
- 7:40☆ / 8:25☆ / 9:03☆ - 『TOKUSHIMA MORNING LIVE Compass』内
- 11:55☆
- 17:20★ - 『T-Joint』（月曜 - 木曜）内、『T-Joint WEEKEND』（金曜）内
  - 朝ワイド番組内のニュースは「ニュースヘッドライン」として、夕方ワイド番組内は「ニュースフラッシュ」としてそれぞれ放送される。太字はウエザーインフォメーションも合わせて放送。

## その他
- 2022年3月まで毎週金曜日放送の『FRIDAY ONLINE-FIVE COLORS RADIO-』では、徳島県内の話題とエンタメから１週間のニュースを振り返る『WEEKLY ON LINE』を13:10に放送していた。
- 2022年4月から毎週金曜日放送の『Nani-Show? FRIDAY!』では、エンタメから１週間のニュースを振り返る『今週のエンタメ1本!』を13:10に放送している。

| スタブアイコン | サブスタブ | この項目は、まだ閲覧者の調べものの参照としては役立たない、ラジオ番組に関連した書きかけの項目です。この項目を加筆・訂正などしてくださる協力者を求めています（P:ラジオ/PJ:放送番組）。 |